# Sphaerodactylus argus
Sphaerodactylus argus — вид геконоподібних ящірок родини Sphaerodactylidae. Мешкає на Карибах.

## Підвиди
Виділяють два підвиди:
- Sphaerodactylus argus andresensis Dunn & Saxe, 1950;
- Sphaerodactylus argus argus Gosse, 1850.

## Поширення і екологія
Sphaerodactylus argus мешкають на Ямайці, на Куби і сусідніх островах та на колумбійських островах Сан-Андрес-і-Провіденсія. Також вони були інтродуковані на Багамський островах, на островах Флорида-Кіс у Флориді (США), на Великому кукурудзяному острові біля узбережжя Нікарагуа, в Панамі та на узбережжі Юкатану в Мексиці. Вони живуть в сухих і вологих тропічних лісах та в пальмових гаях, серед опалого листя і хмизу, часто трапляються поблизу людських поселень. Зустрічаються на висоті до 100 м над рівнем моря. Живляться комахами та іншими дрібними безхребетними, відкладають яйця.